# Ansaldo Libli
La Libli è una littorina blindata italiana impiegata dal Regio Esercito e dalla Wehrmacht durante la seconda guerra mondiale.

## Storia
Durante l'occupazione della Jugoslavia, il Regio Esercito si trovò a dover difendere le vitali vie ferrate dai sabotaggi dei partigiani titini. Oltre ai treni blindati prodotti in loco ed alle autoblindo AB40 e AB41 adattate alla marcia su rotaia, nel 1942 l'Ansaldo produsse 8 littorine blindate partendo dall'Automotrice FS ALn 56 (secondo altre fonti il telaio deriva dalla Aln 556) della Fiat Ferroviaria, in servizio nelle Ferrovie dello Stato. accorciandone il telaio di 5,6 m, (lunghezza 13,3 m h 3,1 m peso 32 t) nel luglio 1943 furono assegnate ai vari comandi di divisione della 2ª armata: Zara, Bergamo, Re, Macerata, Lombardia, Isonzo, Cacciatori delle Alpi e al comandi di difesa di Fiume.
Nel 1944 furono prodotti poi alcuni esemplari in una versione modificata nell'armamento per la Wehrmacht. Almeno 4 esemplari della prima e seconda serie prestatono servizio classificate Pz.Triebwagen 062 nº 30-34 e forse altre 4 (35-38)
Gli unici due esemplari sopravvissuti si trovano esposti al Civico Museo di guerra per la pace "Diego de Henriquez" di Trieste.

## Tecnica
La parte meccanica è, come detto, quella della littorina ALn 56. La cassa poggia su due carrelli, ognuno su due assi, dei quali quelli estremi motori e quelli interni folli. Il motore diesel Fiat 355C, con il radiatore protetto da una griglia di alette blindate inclinate, attiva una trasmissione a 4 marce.
La carrozzeria, completamente chiusa, è costituita da tre scompartimenti. Lo scompartimento centrale è la camera di combattimento del mezzo, nella quale prendono posto i serventi su appositi sedili pieghevoli; essa presenta tre mitragliatrici Breda Mod. 38 per lato, installate su supporto a sfera, delle quali due sulla fiancata ed una sulla casamatta leggermente rialzata che costituisce il tetto del vano di combattimento. Sul cielo del vano sono ricavati due portelli, dai quali possono sparare i due Brixia Mod. 35 da 45 mm. Due lanciafiamme Mod. 40 sono utilizzabili dalle feritoie laterali. Gli scompartimenti alle due estremità della carrozzeria sono due cabine di guida identiche, dove prendono posto il macchinista ed e la torretta del cannone anticarro. Le torrette, leggermente disassate sulla destra, sono simili a quella del carro armato M13/40, ma con la parte posteriore formata da tre piastre piane imbullonate invece che da un'unica lastra a ferro di cavallo. Sono armate con il cannone anticarro 47/32 Mod. 1935 e munite di proiettore a luce bianca.
La versione del 1944, prodotta per i tedeschi, differisce per l'armamento del vano di combattimento centrale. Le mitragliatrici sono ridotte a 4, due per fiancata, mentre mortai, lanciafiamme e le due mitragliatrici superiori vengono sostituite da una mitragliera contraerea Breda 20/65 Mod. 1935 su supporto a candeliere, sparante da una postazione circolare superiore.
Ogni littorina è equipaggiata inoltre con una radio Magneti Marelli RF2 CA, con antenna a traliccio installata intorno alla casamatta rialzata.